# Dawn of Chromatica
Dawn of Chromatica és el tercer disc oficial de remescles de la cantant i compositora estatunidenca Lady Gaga publicat el 3 de setembre del 2021. Conté noves versions de totes les cançons que formen part de l'edició estàndard del seu sisè treball discogràfic en solitari Chromatica, publicat el maig del 2020.

## Antecedents
Al mes d'Abril, Bloodpop va anunciar la intenció de fer un disc de remescles per les cançons de Chromatica i durant els mesos següents va anar donar pistes sobre quins artistes hi estarien involucrats.
Lady Gaga va anunciar oficialment el llançament del projecte el 30 d'agost.

## Llista de cançons
| Pista         | Títol                                                                                   | Compositors | Productor(s) de la remescla                     | Duració |
| ------------- | --------------------------------------------------------------------------------------- | --- | ----------------------------------------------- | ------- |
| 1.            | "Alice" (Lsdxoxo remix)                                                                 | - Lady Gaga - BloodPop - Axel Hedfors - Justin Tranter - Johannes Klahr                                                                                    | Lsdxoxo                                         | 2:40    |
| 2.            | "Stupid Love" (Coucou Chloe remix)                                                      | - Gaga - BloodPop - Max Martin - Martin Joseph Léonard Bresso - Ely Rise                                                                                   | Coucou Chloe                                    | 2:36    |
| 3.            | "Rain on Me" (with Ariana Grande; Arca remix)                                           | - Gaga - BloodPop - Ariana Grande - Matthew Burns - Nija Charles - Rami Yacoub - Bresso - Alexander Ridha - Alejandra Ghersi                               | Arca                                            | 4:23    |
| 4.            | "Free Woman" (Rina Sawayama and Clarence Clarity remix)                                 | - Gaga - BloodPop - Hedfors - Klahr - Rina Sawayama | Clarence Clarity                                | 3:53    |
| 5.            | "Fun Tonight" (Pabllo Vittar remix)                                                     | - Gaga - BloodPop - Burns - Yacoub | Pabllo Vittar                                   | 2:20    |
| 6.            | "911" (Charli XCX and A. G. Cook remix)                                                 | - Gaga - BloodPop - Madeon - Tranter - Charlotte Aitchison                                                                                                 | A. G. Cook                                      | 4:13    |
| 7.            | "Plastic Doll" (Ashnikko remix)                                                         | - Gaga - BloodPop - Skrillex - Yacoub - Jacob "Jkash" Hindlin - Ashton Casey                                                                               | Oscar Scheller                                  | 2:29    |
| 8.            | "Sour Candy" (with Blackpink and Shygirl and Mura Masa remix)                           | - Gaga - BloodPop - Burns - Yacoub - Madison Emiko Love - Teddy Park - Blane Muise                                                                         | Mura Masa                                       | 3:45    |
| 9.            | "Enigma" (Doss remix)                                                                   | - Gaga - BloodPop - Burns - Hindlin | Doss                                            | 4:29    |
| 10.           | "Replay" (Dorian Electra remix)                                                         | - Gaga - BloodPop - Burns | - Chris Greatti - Count Baldor - Dorian Electra | 3:49    |
| 11.           | "Sine from Above" (with Elton John; Chester Lockhart, Mood Killer, and Lil Texas remix) | - Gaga - BloodPop - Elton John - Hedfors - Yacoub - Richard Zastenker - Vincent Pontare - Sebastian Ingrosso - Klahr - Rice - Ryan Tedder - Salem Al Fakir | - Chester Lockhart - Mood Killer - Lil Texas    | 4:10    |
| 12.           | "1000 Doves" (Planningtorock remix)                                                     | - Gaga - BloodPop - Bresso - Yacoub | Planningtorock                                  | 5:05    |
| 13.           | "Babylon" (Bree Runway and Jimmy Edgar remix)                                           | - Gaga - BloodPop - Burns - Brenda Mensah | Jimmy Edgar                                     | 2:48    |
| 14.           | "Babylon" (Haus Labs version)                                                           | - Gaga - BloodPop - Burns | - BloodPop - Tchami                             | 3:01    |
| Total length: | Total length:                                                                           | Total length: | Total length:                                   | 49:41   |